# 13 Moons
13 Moons è un film statunitense del 2002 diretto da Alexandre Rockwell.